# Rijeka Piperska
Rijeka Piperska je naselje u comuna Podgorica, Muntenegru. Conform datelor de la recensământul din 2003, localitatea are 76 de locuitori (la recensământul din 1991 erau 63 de locuitori).

## Demografie
În satul Rijeka Piperska locuiesc 62 de persoane adulte, iar vârsta medie a populației este de 41,2 de ani (40,6 la bărbați și 41,8 la femei). În localitate sunt 25 de gospodării, iar numărul mediu de membri în gospodărie este de 3,04.
|  |

| Demografie | Demografie | Demografie |
| An         | Locuitori  | Locuitori  |
| ---------- | ---------- | ---------- |
|            |            |            |
|            |            |            |
|            |            |            |
|            |            |            |
| 1948       | 139        |            |
| 1953       | 176        |            |
| 1961       | 186        |            |
| 1971       | 150        |            |
| 1981       | 114        |            |
| 1991       | 63         | 63         |
| 2003       | 80         | 76         |

| \| Componența etnică conform recensământului din 2003[2] \| Componența etnică conform recensământului din 2003[2] \| Componența etnică conform recensământului din 2003[2] \| Componența etnică conform recensământului din 2003[2] \| Componența etnică conform recensământului din 2003[2] \| \| ----------------------------------------------------- \| ----------------------------------------------------- \| ----------------------------------------------------- \| ----------------------------------------------------- \| ----------------------------------------------------- \| \| \| \| \| \| \| \| Muntenegreni \| Muntenegreni \| \| 64 \| 84,21% \| \| Sârbi \| Sârbi \| \| 12 \| 15,78% \| \| necunoscută \| necunoscută \| \| 0 \| 0% \| |              |  |    |        |
| Componența etnică conform recensământului din 2003 |              |  |    |        |
| |              |  |    |        |
| Muntenegreni | Muntenegreni |  | 64 | 84,21% |
| Sârbi | Sârbi        |  | 12 | 15,78% |
| necunoscută | necunoscută  |  | 0  | 0%     |